# مقاطعة ويلير (أوريغون)
مقاطعة ويلير (بالإنجليزية: Wheeler County)‏ هي إحدى مقاطعات ولاية أوريغون في الولايات المتحدة الأمريكية.